# Atifete Jahjaga
Atifete Jahjaga (Đakovica, 20. travnja 1975.) bila je 3. predsjednica Kosova, odnosno prva žena i nestranačka osoba na toj funkciji.
Prije toga je služila kao zamjenica direktora Kosovske policije , u činu general bojnice, Jahjaga je na mjesto predsjednice došla nedugo nakon što je izbor prethodnog predsjednika Behgjeta Pacollija proglašen neustavnim, odnosno kao kompromisni kandidat Demokratske stranke Kosova, Demokratskog saveza Kosova i Pacollijeve Alijanse za novo Kosovo koga je podržao američki veleposlanik Christopher Dell.
Odstupila je u travnju 2016.

## Vanjske poveznice
- Službena web stranica